# Мајк Кат
Мајк Кат (енгл. Mike Catt; 17. септембар 1971) бивши је енглески рагбиста, који је са "црвеним ружама" освојио титулу првака Света 2003. Најстарији је играч који је играо у финалу светског првенства, са 36 година играо је финале против "спрингбокса" 2007. Родио се у Порт Елизабету, у Јужноафричкој Републици, где је рагби најпопуларнији спорт. Отишао је у Енглеску да би студирао. Професионалну каријеру је започео у једном од најстаријих рагби клубова на свету, Бату. Дебитовао је са 21 годином против Нотингема. После Бата играо је и за Лондон Ајриш. Најстарији је рагбиста, који је играо финале премијершипа, са 37 година је играо 2009, против Лестера. Са Батом је освојио 3 пута титулу првака Енглеске (1993, 1994, 1996) и 1 титулу првака Европе (1998). У дресу репрезентације Енглеске дебитовао је против Велса 1994. Играо је на светском првенству 1995, где је упамћен моменат када га је Лому буквално "прегазио" на путу до есеја. Играо је и на светском првенству 1999. Са британским и ирским лавовима ишао је на 2 турнеје. У финалу светског првенства 2003. он је шутнуо лопту у аут, чиме је завршена утакмица, после чега је почело незаборавно славље Енглеза. Играо је и на светском првенству 2007. Престао је да игра рагби 27. октобра 2007. Са репрезентацијом Енглеске је, поред титуле првака Света, освојио и куп шест нација у 4 наврата (1995, 1996, 2000, 2001). Од 2008, почео је да ради као рагби тренер, најпре у Лондон Ајришу као тренер напада, а затим у репрезентацији Енглеске као тренер бекова (линије).